# Сухоплачево
Сухоплачево — опустевшая деревня в Старицком районе Тверской области. Входит в состав Ново-Ямского сельского поселения.

## География
Находится в южной части Тверской области на расстоянии приблизительно 11 км на юг по прямой от районного центра города Старица.

## История
Деревня была отмечена ещё на карте 1825 года. В 1859 году здесь (деревня Зубцовского уезда) было учтено 7 дворов. 

## Население
Численность населения: 49 человек (1859 год), 0 как в 2002 году, так и в 2010.